# Фаганиш
Фаганиш — принц эфталитов, который был правителем Чаганиана в середине VI века. Первоначально он был подчиненным царя эфталитов. После того, как Эфталитская империя распалась на несколько мелких царств, он стал вассалом Сасанидской империи.

## Биография
Фаганиш был потомком могущественного эфталитского царя Хушнаваза, который в 484 году победил и убил сасанидского царя (шаха) Пероза I. Фаганиш служил местному правителю Чаганиана под сюзеренитетом старшего царя эфталитов. Около 560 года объединенные силы Сасанидов и тюрков разгромили царя эфталитов Гадфара и его людей в месте под названием Гол-Зарриун, недалеко от Бухары в Согдиане. В результате империя эфталитов была разрушена и распалась на несколько мелких владений, например, то, которым правил Фаганиш в Чаганьяне. Гадфар и то, что осталось от его людей, бежали на юг, на территорию Сасанидов, где они нашли убежище. Тем временем тюркский ябгу Истеми достиг соглашения с эфталитской знатью и назначил Фаганиша новым эфталитским царем.
Это очень не понравилось сасанидскому шаху Хосрову I Ануширвану, который считал, что тюркское сотрудничество с эфталитами представляет опасность для его правления на востоке, и поэтому двинулся к сасанидско-тюркской границе в Гургане. Когда он прибыл на место, его встретил тюркский посланник Истеми, который вручил ему дары. Там Хосров подтвердил свою власть и военную мощь и убедил тюрков заключить с ним союз. Альянс содержал договор, который обязывал Фаганиша быть отправленным к Сасанидскому двору в Ктесифоне и получить одобрение Хосрова на его статус царя эфталитов. Таким образом, Фаганиш и его владение Чаганиан стали вассалами Сасанидской империи, которая установила Окс в качестве восточной границы между Сасанидами и тюрками.  Дальнейшая судьба Фаганиша неизвестна, возможно, он был родоначальником княжества Чаганиан, правившего с начала VII века до конца VIII века. 